# Крестовая улица, 94

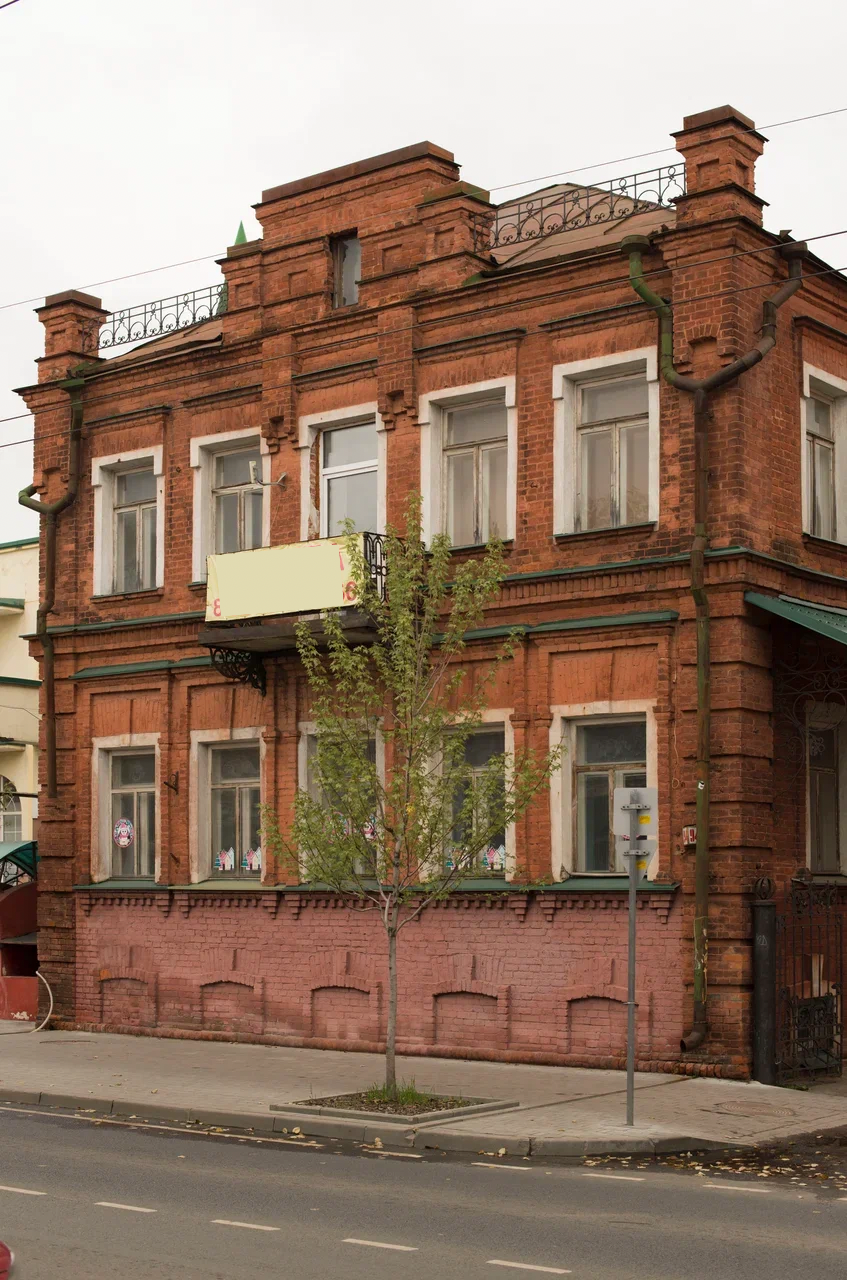
Крестовая 94, 2022 год

Дом по Крестовой улице 94 — историческое здание в центральной части Рыбинска, сегодня здесь размещается торговый дом «Корсар». Здание представляет так называемый кирпичный стиль, появившийся в Германии в середине XIX века, и вскоре распространившийся и в городах России, в том числе и в Рыбинске. Высокая техника кладки позволяла исключить штукатурку фасада, и выполнить из красного кирпича всю его декоративную обработку, что давало определённую экономию средств и времени при строительстве.

## История
История этого имения началась в 1803 году, когда магистратом был выделен участок городской земли под строительство деревянного дома посадскому Ивану Андреевичу Кувшинникову. Его наследником стал сын Андрей Иванович, а после его кончины имение получила его вдова Феодора Павловна Кувшинникова, которая владела им до 1860-х годов.

В 1873 году имение приобрёл мещанин Кузьма Иванович Забродин. В это время здесь по линии улицы располагался деревянный дом, покрытый тёсом. Он имел деревянный подклет в девять окон с двумя русскими печами. Сам дом отапливался двумя голландскими печами, одна из которых была изразцовая и двумя русскими печами. Дом также имел тёплый мезонин в три окна с русской печью и изразцовой лежанкой. Его занимал питейный дом и здесь же проживали крючники.

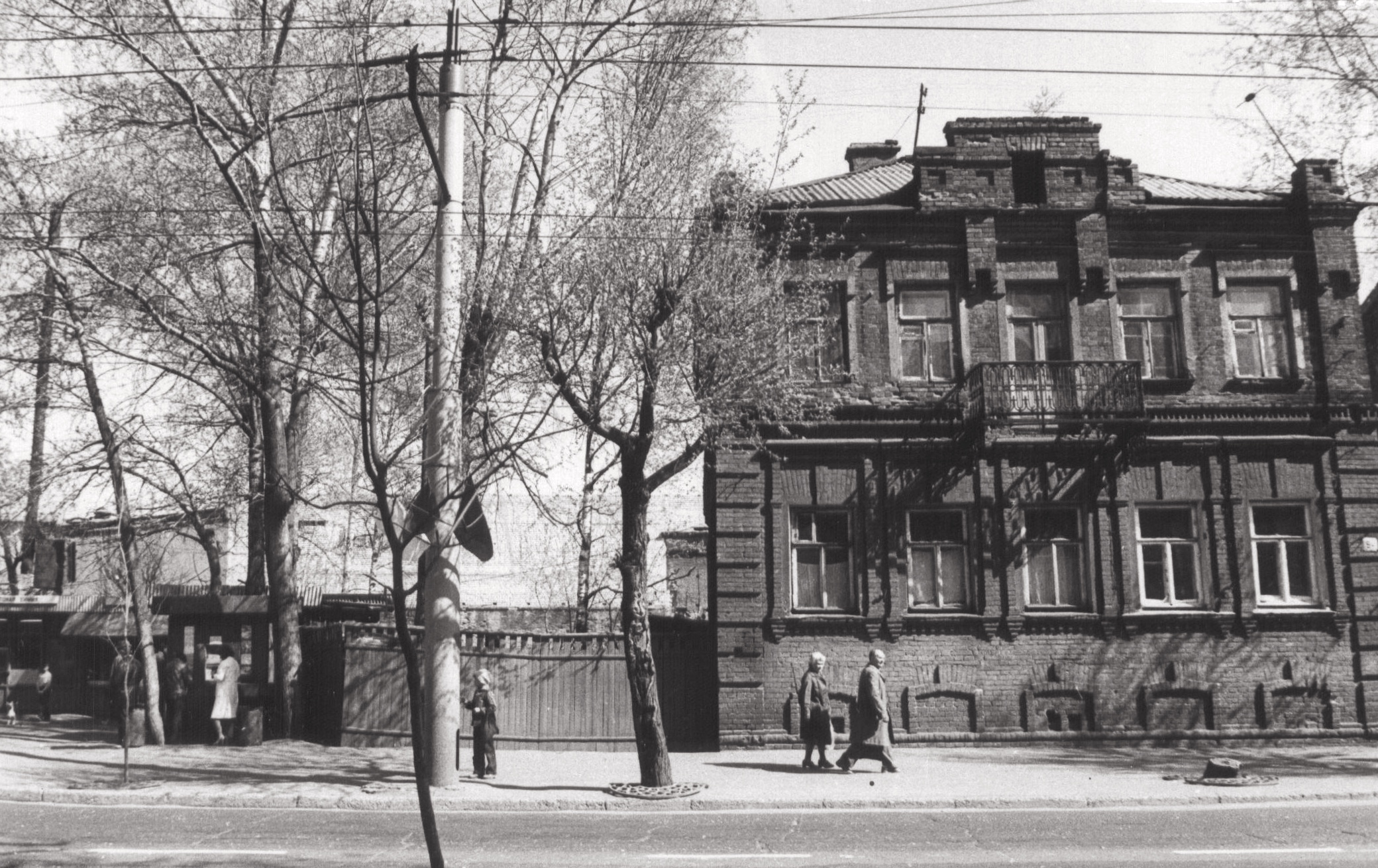
Дом Головкиных 70-е годы

В 1874 году Кузьма Павлович Забродин сносит обветшавшие деревянные постройки и возводит новые. В имении появился новый деревянный флигель со службами, затем новый деревянный дом и торговая лавка на линии улицы Крестовой. Здесь же на арендованной земле Забродина мещанами Фёдором и Алексеем Скородумовыми был выстроен деревянный флигель, который просуществовал до 1896 года. В этом году имение у мещанки Анны Осиповна Забродиной было куплено купцом Иваном Капитоновичем Головкиным, который занимался изготовлением железных и чугунных изделий. Новый владелец в 1896—1897 годах капитально перестраивает все постройки имения. Он возводит каменный одноэтажный сарай с каменной же прачечной и новые деревянные службы. По линии улицы Крестовой он строит новый каменный одноэтажный дом с подвалом-подклетом. Именно эта постройка стала основой для уже существующего каменного двухэтажного дома. В этот вид он был приведён уже купчихой Ольгой Васильевной Головкиной, которая в 1909—1912 годах надстроила существовавший дом вторым этажом.
История дома Головкиных типична для многих исторических российских домов. Он строился как купеческий жилой дом с лавкой и прачечной, в советское время был отдан под коммунальные квартиры, а в 80-х годах XX века признан ветхим и расселён.
В 90-е годы началась полная реставрация здания с сохранением всех архитектурных элементов, в том числе ажурной ковки. Сейчас здание по адресу Крестовая 94, одно из нескольких сохранившихся на проспекте представителей краснокирпичного стиля, популярного в 19 веке,  и их колоритная внешность, прекрасно сочетающаяся с зеленью деревьев, придает своеобразный уют тихим городским улицам.

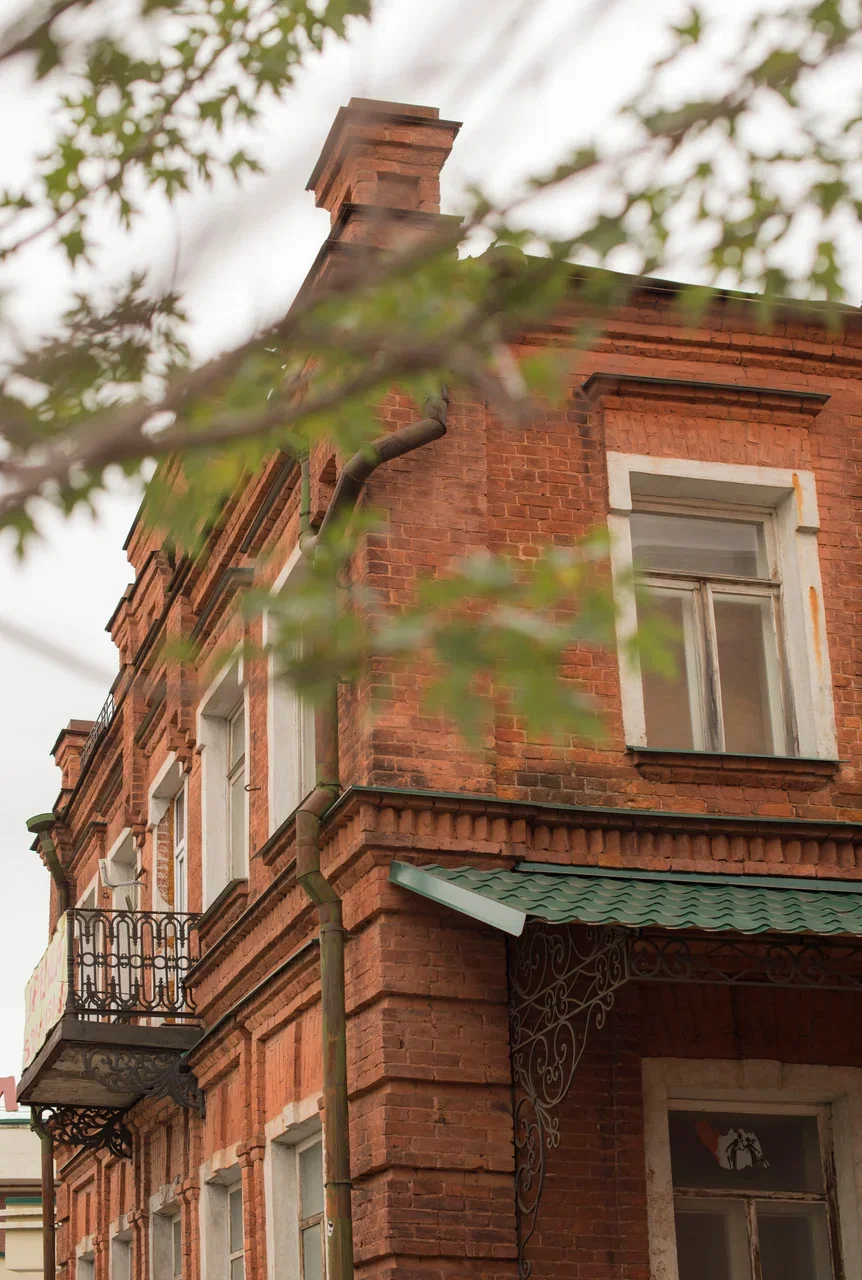
Кованые элементы дома Головкиных

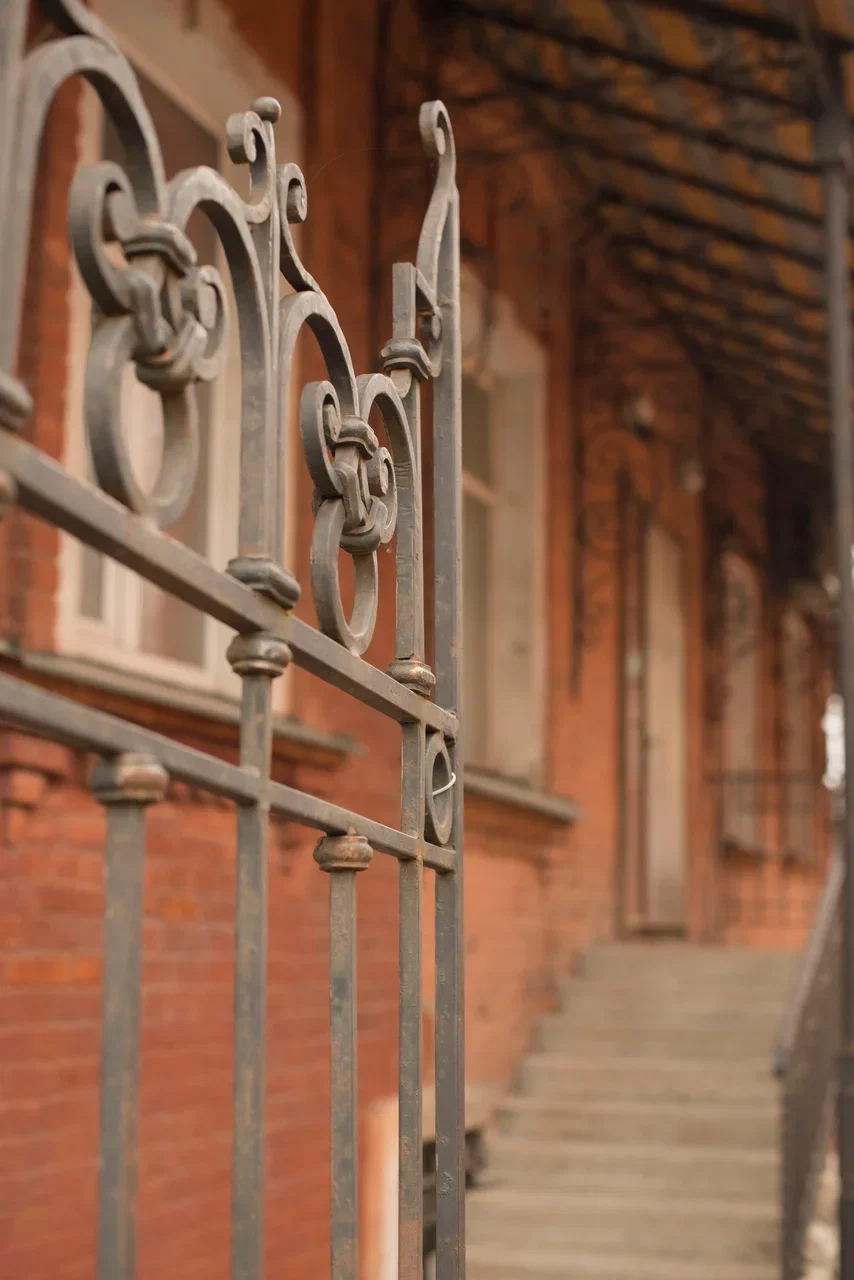
Кованые элементы дома Головкиных